# Sorn
春娜索恩·薩查庫爾，藝名Sorn，泰國籍女歌手，K-Pop 獵星行動冠軍，2015年3月以韓國Cube娛樂女團CLC出道，官方定位為領唱，於2021年終止專屬合約，其後獨立發展。

## 個人經歷

### 出道前
Sorn在1996年11月18日於泰國出生。在她小時候，母親为了实现她成为歌手的愿望，让她去上聲樂課。Sorn家境寬裕，其父為泰國總理工作。2010年，參演電視劇《不朽之火》。2011年，她參加了tvN的電視節目“K-Pop 獵星行動”，並成為第一季的冠軍。
2013年，Sorn在一部名為《Seoul: Capital of K-Pop (Inside K-Pop)》的紀錄片中出現，在那裡她談到了她的練習生生活以及与她有关的內容，並與她的樂隊搭檔吳承姬一起在紀錄片中出現。她還與G.Na合唱了一首名為《Because You Are The One》的英文歌。

### CLC時期
Sorn被透露为女子组合CLC的第一个成员、副唱（領唱）。
该组合于2015年3月19日正式出道，出道专辑是《First Love》。
2018年7月，隨CLC登台北小巨蛋演出。10月，隨CLC登香港紅磡體育館演出。

### Solo時期
2021年3月23日，發行首張Solo單曲 《Run》發行，Solo出道。
同年11月16日，CUBE娛樂於UCUBE宣布與Sorn終止專屬合約，並退出團體CLC。
同年11月26日，Sorn在個人 YouTube 透露正在美國洛杉磯製作新作品。
同年12月3日，WILD娛樂宣布與Sorn簽約，並透露她正在為2022年初的個人專輯做準備。

## 音乐作品

### 數位單曲
| 單曲 # | 專輯資料                                                                             |
| 1st    | 《RUN》 - 發行：2021年3月23日 - 唱片公司：Cube娛樂 - 語言：英語                      |
| 2nd    | 《Sharp Objects》 - 發行：2022年2月25日 - 唱片公司：WILD娛樂 - 語言：英語            |
| 3rd    | 《Scorpio》 - 發行：2022年4月15日 - 唱片公司：WILD娛樂 - 語言：英語                  |
| 4th    | 《Save Me》 - 發行：2022年6月23日 - 唱片公司：WILD娛樂 - 語言：英語                  |
| 5th    | 《Nirvana Girl (feat.睿恩)》 - 發行：2022年9月15日 - 唱片公司：WILD娛樂 - 語言：英語 |
| 6th    | 《Not A Friend》 - 發行：2023年3月3日 - 唱片公司：WILD娛樂 - 語言：英語              |

### 合作
| 年份   | 标题                               | 歌手             | 专辑      |
| 2012年 | Because You Are The One            | G.NA             | Oui       |
| 2021年 | My Domain (feat. Sorn & Amber Liu) | Emily Mei、Amber | My Domain |

## 影音作品

### 音樂錄影帶
| 日期          | 歌曲       | 備註 |
| 2021年3月23日 | SORN - RUN | Solo |

## 影视作品

### 电视剧
| 年份   | 标题         | 扮演角色   |
| 2010年 | 《不朽之火》 | Kaiwei Yao |

### 專屬節目
| 年份 | 日期                            | 頻道                 | 節目名稱            | 集數 | 備註             |
| 2017 | 4月21日－5月26日、7月12日－19日 | Cube YouTube         | PRODUSORN LIVE (S1) | 10集 | [ 23 ] [ 24 ]    |
| 2018 | 2月28日、4月2日－12月26日       | Cube YouTube、V Live | PRODUSORN Diary     | 8集  | [ 23 ] [ 25 ]    |
| 2019 | 1月2日－現今                    | PRODUSORN YouTube    | PRODUSORN Diary     |      | [ 25 ]           |
| 2021 | 8月18日－現今                   | PRODUSORN YouTube    | PRODUSORN Diary     | 1集  | 所有舊影片已刪除 |

### 综艺节目
| 年份   | 日期                           | 名称                 | 电视台/網路頻道      | 備註                |
| 2016年 | 7月21日                        | Happy Together       | KBS2                 |                     |
| 2016年 |                                | Idol Party           | TV Joseon            | 與悠太@NCT          |
| 2017年 | 6月13日                        | 今天吃什麼           | Olive                |                     |
| 2017年 | 12月1日                        | Idol Show K-RUSH2    | KBS                  | 與睿恩、Elkie、恩彬 |
| 2019年 | 2月8日、15日、22日、25日、26日 | Let's Get Rich X OGN | OGN Esports Facebook |                     |

### 其他节目
| 年份   | 名称                                      | 电视台         | 注释                                 |
| 2011年 | K-Pop 猎星行动                            | tvN            | Sorn获胜，成为Cube娱乐的练习生       |
| 2013年 | Seoul: Capital of K-Pop                   | NAT GEO People | Sorn在其中出现，谈到了她练习生的经历 |
| 2014年 | Cube Entertainment's Way of Training Sorn | 阿里郎         | Sorn在Cube娱乐中的练习生计划         |
| 2014年 | When Charles Met Chulsoo                  | SBS            | CLC 街頭公演                         |

## 獎項
| 年份 | 獎項                                  |
| 2018 | - 2018 Outstanding Filial Piety Award |

## 外部連結
- 官方網站 （页面存档备份，存于）
- Sorn的Instagram帳戶
- Sorn的X（前Twitter）
- Sorn的Facebook專頁
- YouTube上的Sorn頻道
- Sorn的TikTok